# Bernd-Wolf Dettelbach

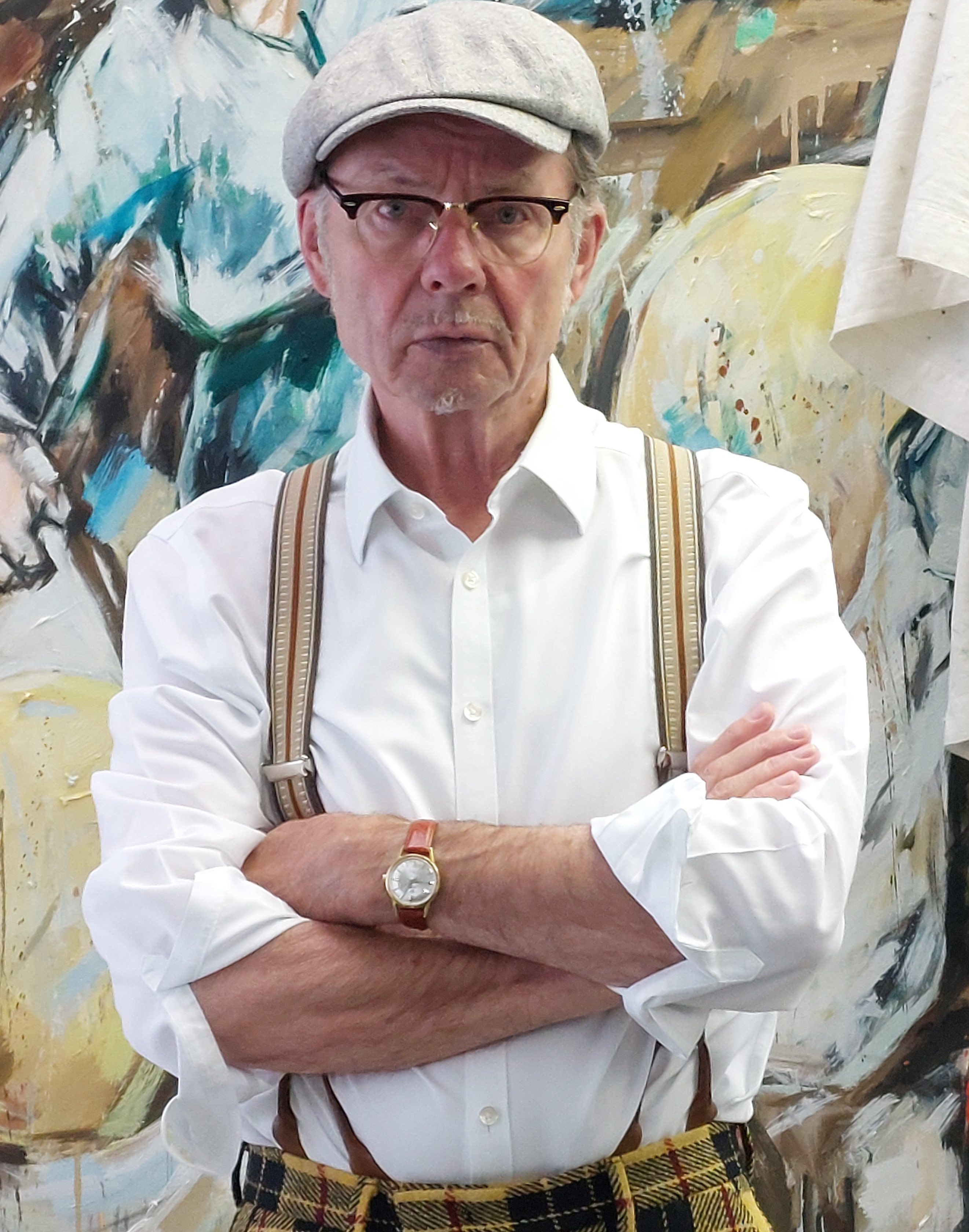
Bernd Wolf Dettelbach (2022)

Bernd-Wolf Dettelbach (* 1951 in Pinneberg) ist ein deutscher Maler und Plastiker.

## Biografie
Von 1975 bis 1981 studierte Dettelbach Kunstpädagogik und Freie Kunst an der Hochschule für Bildende Künste Braunschweig bei Malte Sartorius und Siegfried Neuenhausen und nahm zwischen 1981 und 1982 Lehraufträge für Aktzeichnen und Druckgrafik an der Hochschule für Bildende Künste in Braunschweig wahr. Gleichzeitig leitete er zwischen 1981 und 1982 die Bildhauerwerkstatt der JVA Bremen-Oslebshausen. Im Jahr 1983 erwarb Dettelbach ein Druckstipendium des Landes Niedersachsen und erhielt 1985 eine Projektförderung des Bundesministeriums für Bildung und Wissenschaft. 1987 nahm er an der 6. Internationalen Grafikwerkstatt in Ost-Berlin teil und am 3. Internationalen Wettbewerb „Scultura e ambiente“ in Cagliari auf Sardinien. 1988 erhielt Bernd-Wolf Dettelbach ein Auslandsstipendium der Stiftung Kunstfonds und des Goethe-Instituts für Nigeria.

## Ausstellungen (Auswahl)

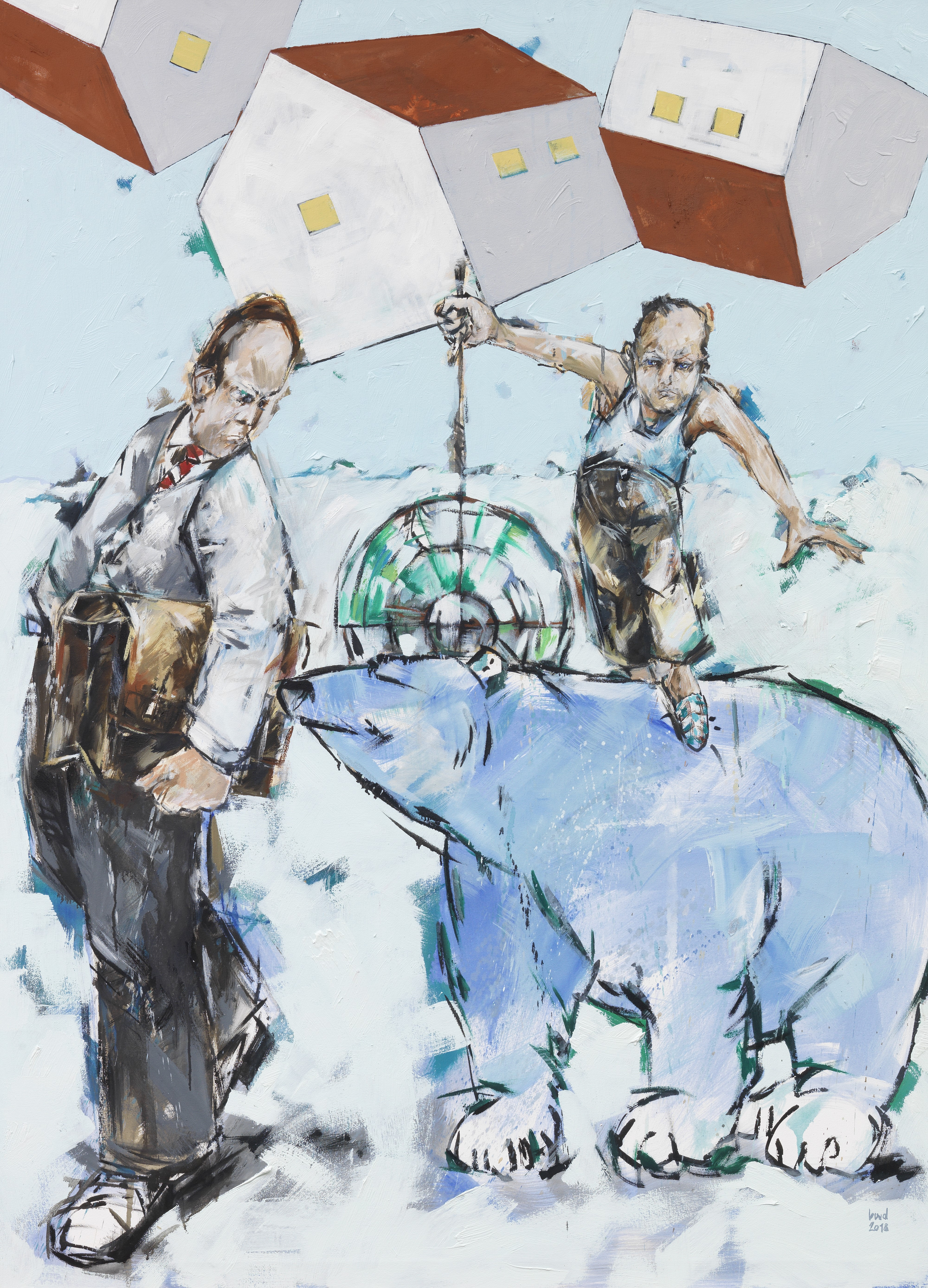
„Eisbär“, Öl auf Leinwand, 2018

- 1983 Kunstverein Hannover (Studioausstellung)
- 1984 Intergrafik, Berlin/DDR
- 1985 Galerie Artforum, Hannover
- 1986 Galerie 9, Celle
- 1988 Zeichnung 88, Pécsi Galéria, Pécs, Ungarn
- 1989 Nationalmuseum Onikan und Goethe-Institut, Lagos, Nigeria
- 1990 Kunstverein Langenhagen (mit Siegfried Neuenhausen)
- 1992 Galerie Zörnig und Mock, Hannover
- 1993 Galeria L’Ariete, Bologna
- 1994 Galerie Zörnig und Mock, Hannover
- 1999 Kunstverein Melle
- 2001 Kunstverein Neustadt
- 2002 Galerie „Vom Zufall und vom Glück“, Hannover
- 2003 Galerie Engelsmühle, Darmstadt
- 2004 Galerie Schlehn, Neustadt
- 2005 Kunstverein Neustadt
- 2008 Städtische Galerie Kubus, Hannover
- 2009 Kunstverein Neustadt
- 2010 Galerie Kolbien, Garbsen
- 2011 Kunstverein Vechta (E) Schloß Landestrost, Neustadt (E)
- 2012 Galerie Radicke, Sankt Augustin (E)
- 2015 Art Club, Hannover
- 2016 Galerie Radicke, Sankt Augustin
- 2018 „ICH“ halle 267 Städtische Galerie, Braunschweig
- 2019 Kunsthaus BBK, Braunschweig
- 2019 halle 267, Städtische Galerie, Braunschweig
- 2020 Galerie Radicke, Sankt Augustin
- 2020 Galerie Berghout, Frankfurt a. Main (E)
- 2021 halle 276 Städtische Galerie Braunschweig
- 2022 EISFABRIK, Hannover (E)

## Veröffentlichungen
- Kolonne Kunst – Ein Bericht über 1528 Stunden Bildhauerei mit Gefangenen, 1986, Verlag Hinz und Kunst, Braunschweig
- Das Leben und alles ist richtig schön, bis auf den Knast in: Tendenzen, Zeitschrift für engagierte Kunst, Heft 125, Damnitz Verlag München, Mai/Juni 1979, S. 32.
- Arbeitskolonne Kunst, in: Tendenzen, Zeitschrift für engagierte Kunst, Heft 139, Damnitz Verlag München, S. 59.
- Kunst und Knast, in: Wespennest, Zeitschrift für brauchbare Texte und Bilder, Heft 46, Wien 1982.
- Die längste Radierung der Welt, in: Kunst und Unterricht, Heft 74, Erhard Friedrich Verlag, Seelze 1982.
- Bildhauerei im Strafvollzug in: Kunst und Therapie, Schriftenreihe zu Fragen der ästhetischen Erziehung, Heft 3, Verlag Kunst und Therapie, Köln 1983.